# Rokytá
Rokytá est une commune du district de Mladá Boleslav, dans la région de Bohême-Centrale, en République tchèque. Sa population s'élevait à 298 habitants en 2020.

## Géographie
Rokytá se trouve à 9 km à l'ouest-nord-ouest de Mnichovo Hradiště, à 15,5 km au nord-nord-ouest de Mladá Boleslav et à 61 km au nord-nord-est de Prague.
La commune est limitée par Ralsko à l'ouest et au nord-ouest, par Mukařov au nord-est, par Horní Bukovina au sud-est, par Bílá Hlína au sud et par Dolní Krupá à l'ouest.

## Histoire
La première mention écrite de la localité date de 1356.

## Administration
La commune se compose de deux quartiers :
- Dolní Rokytá
- Horní Rokytá

## Transports
Par la route, Rokytá se trouve à 8 km de Mnichovo Hradiště, à 25 km de Mladá Boleslav et à 81 km de Prague.